# 윤원형
윤원형(尹元衡, 1503년 ∼ 1565년 11월 18일)은 조선 중기의 외척이자 문신으로, 파산부원군 윤지임과 전성부부인 전의 이씨의 다섯째 아들이자 윤원량·윤원로 문정왕후의 동생이며 소윤(小尹)의 영수이다. 명종의 외숙으로 윤임, 김안로, 이량, 심통원 등과 함께 인척세력의 대표적 인물이며 을사사화를 날조했다. 정난정은 그의 첩이었다. 본관은 파평(波平). 자는 언평(彦平)이다.

## 개요
1533년(중종 28년) 별시문과에 급제하여 사관으로 관직에 올랐으며 외조카인 경원대군을 왕으로 추대하려 노력하였으며 그 과정에서 친족인 윤임, 처당숙 김안로 등과 갈등했다. 김안로의 공격으로 유배되었으나 복직, 1544년(인종 즉위년) 좌부승지와 좌승지, 공조참판을 지냈으나 송인수의 탄핵을 받고 파직되었다. 1545년 인종이 죽고 어린 명종을 대신하여 문정왕후가 수렴청정을 하면서 복직했다.
그 뒤 예조참의를 거쳐 1546년 이기(李芑), 정순붕(鄭順朋), 임백령(林百齡) 등과 함께 대윤 일파를 제거하기 위해 을사사화를 일으켰으며 이때 사림파를 연루시켜 사림 세력에게도 정치적 타격을 가하였다. 이어 양재역 벽서 사건을 빌미로 정미사화를 일으켜 사림을 정계에서 숙청한다. 1547년에는 《중종실록》, 《인종실록》의 편찬에 참여했으며, 을사사화에 가담한 공로로 서원군에 봉해진뒤 지중추부사와 예조, 이조판서 특진관 등을 거쳐 의정부우의정과 영의정을 지내고 서원부원군(西原府院君)으로 진봉하였다. 1560년 그의 권력확장을 경계한 명종은 자신의 처외삼촌인 이량을 등용하여 그를 견제하려 했으나 이량 역시 자기 세력 축재에 치중하면서 정국은 혼란으로 치달았다.
중종의 처남이자 사돈이었으며, 정적인 김안로는 처당숙이고, 대윤(大尹)의 영수 윤임은 그의 9촌 아저씨였다. 사후 역적으로 단죄되었으나 1907년(융희 1년) 11월부터 당시 내각 총리대신이던 이완용의 건의로, 1908년 1월 작위와 직책이 회복되고, 4월 죄적에서 삭제되어 명예회복하였다.

## 생애

### 초기 활동

#### 출생과 가계
윤원형은 1503년에 경기도 파주군에서 파산부원군 윤지임과 전성부대부인 전의이씨(全城府夫人 全義李氏)의 다섯째 아들로 태어났으며, 고려 태사 윤신달의 19대손이며 문하시중 윤관의 15대손이다. 위로 형 윤원개, 윤원량, 윤원필, 윤원로가 있고, 누나가 2명 있는데 큰누나는 정식에게 출가하였고 둘째누나인 문정왕후가 있었다.
중종의 왕비인 문정왕후의 동생으로 누나인 문정왕후가 중종의 계비로 들어간 뒤, 중종 때 문과에 급제하였다. 이후 사관을 거쳐 1538년 교리로 시독관을 겸직하고 사헌부지평, 홍문관응교 등을 지냈다. 문정왕후가 경원대군(후의 명종)을 낳자 당시의 권세가인 김안로를 제거하였다. 또한 인종의 외삼촌 윤임이 경원대군을 해하고자 한다고 모함하여 서로 다투었는데, 이때 윤임 일파를 대윤이라 하고 윤원형 일파를 소윤이라고 했다. 윤원형과 윤임은 친척이었는데, 윤원형의 5대조 윤번의 딸이 세조비 정희왕후로, 정희왕후의 남동생 윤사흔의 4대손이었다. 윤임은 윤번의 차남 윤사윤의 후손으로 윤원형의 아버지 윤지임과는 8촌간이었다. 윤원형은 윤번의 셋째 아들 윤사흔의 고손자였다.

#### 청소년기
그의 누이 문정왕후는 중종의 계비로 입궐한 후 문정왕후가 경원대군(慶原大君) 환(峘 : 뒤의 명종)을 낳자, 형 원로(元老)와 함께 외척으로서 영향력을 행사하기 시작했다.
1528년(중종 23) 생원시에 합격하고, 1533년(중종 28년) 별시문과에 급제하여 사관(史官)이 되었다.

### 관료 생활

#### 문정왕후의 책비 직후
한편 장경왕후가 병으로 죽자 윤임 등이 자신의 친족이기도 한 그의 누이인 문정왕후를 지지하여 왕비로 간택된다. 장경왕후와 윤임은 모두 그의 아버지 윤지임과는 8촌 삼종형제간으로, 조선시대 기준으로 8촌은 사망했을 때 유복친에 해당되는 가까운 친척이었다. 그러나 이후 윤원형이 자신의 외조카 경원대군을 왕위에 앉히려는 시도를 하면서 윤임 일가와의 관계는 악화된다. 이후 홍문관수찬·교리·지평·응교 등을 지냈다.
1537년 인종의 사돈인 김안로에 의해 파직, 유배되었다가 이 해 김안로가 사사되자 풀려나왔다.
1543년(중종 38년)에는 중국 명나라에 성절사(聖節使)로 연경에 파견되었다가 귀국했다. 귀국 후 통정대부승정원좌부승지로 승진, 다시 좌승지, 도승지, 공조참판 등으로 승진했다. 1544년 중종이 병으로 죽고 장경왕후 소생 왕세자가 인종으로 즉위하였다. 또한 그의 조카딸이자 형 윤원량의 딸이 인종의 후궁이 되어 입궐, 숙빈 윤씨가 되었다.
1544년 승정원좌부승지로 승진, 좌승지, 도승지를 거쳐 공조참판이 되었는데, 인종이 즉위하자 정권을 장악하게 된 대윤의 송인수(宋麟壽)의 탄핵으로 삭직되었다.

#### 윤임과의 갈등
인종은 병약하였는데, 그는 일찍부터 경원대군을 차기 왕으로 추대하려 노력했고, 그 과정에서 인종의 외숙인 윤임과 공공연히 갈등했다. 그해 대윤의 송인수(宋麟壽)의 탄핵을 받고 사직당했다.
그러나 인종이 재위 8개월 만에 죽고 명종이 즉위한다. 윤원형은 정권을 장악하자마자 정적인 윤임을 죽이기 위해 음모를 꾸몄다. 윤임이 희빈 홍씨의 소생인 중종의 여덟째 아들 봉성군을 왕으로 삼으려 했다는 누명을 씌웠던 것이다. 이후 그는 형 윤원로, 조카 윤춘년 등과 짜고 윤임을 축출할 계획을 세운다. 인종이 8개월 만에 죽고 11세의 어린 나이로 명종이 즉위하면서 문정왕후의 수렴청정이 시작되자 석방되고 다시 복직되었다. 그해 예조참의가 되었다.
1545년(명종 즉위년) 인종이 죽고 명종 즉위 직후, 국왕의 장례는 5월장이 원칙이었으나 윤원로, 문정왕후, 이기(李芑) 등과 함께 '인종은 1년을 넘기지 못한 임금이니 대왕의 예를 쓰는 것은 옳지 않다'고 하면서 인종의 장례를 박하게 치르게 했다.

#### 권력 장악

##### 을사사화와 집권
명종이 즉위하자 윤원형은 크게 세력을 얻어, 1545년 을사사화를 일으켜 윤임 일파와 많은 선비들을 죽였다. 이 공로로 보익공신, 위사공신 등에 책봉되었다. 이때 윤원형 일파는 윤임이 자신의 외조카인 계림군을 추대한다는 설을 퍼뜨렸고, 정난정은 윤원형의 사주를 받고 이를 문정왕후에게 전했다. 윤임은 귀양가던 길에 충청북도 충주에서 사사당했다.
윤원형은 이때 윤임과 같은 외척 세력과 봉성군, 계림군 등과 같은 종친 세력 뿐만 아니라 아무런 연관도 없는 사림들도 대거 같은 세력으로 몰아 처형했다. 자신에게 역모의 누명이 돌아오자 두려웠던 계림군은 도망치던 중 붙잡혀서 살해되었다. 이어 이기 등과 함께 사림파를 제거할 계획을 세워 사림파 역시 윤임에게 동조했다는 이유로 체포, 투옥, 사형에 처한다.
이 공로로 보익공신(保翼功臣) 3등이 되고 이어 그해 9월 위사공신(衛社功臣) 2등관에 녹훈된 뒤 대사헌을 거쳐 한성부우윤 서원군(瑞原君)이 되고, 그해 12월 호조참판이 되었다. 윤원형은 여기에서 만족하지 않고 양재역 벽서 사건을 일으켜 미처 제거하지 못한 윤임의 잔존 세력과 나머지 사림 세력을 모두 조정에서 몰아냈다.

##### 양재역 벽서 사건
양재역 벽서 사건이란 경기도 양재역의 벽면에 이런 내용의 벽서가 나붙었던 사건을 말한다.
"위로는 여왕(문정왕후), 아래로는 간신이 날뛰니 나라가 곧 망할 것이다."
윤원형은 이 벽서 사건이 윤임 잔당의 소행이라고 주장해 조정에 남은 윤임의 잔존 세력을 모두 숙청했다. 윤원형이 윤임의 잔존 세력에 사림을 포함시킴으로써 갓 조정에 진출했던 사림은 또다시 커다란 시련을 겪어야 했다. 양재역 벽서 사건을 계기로 을사사화를 피한 사림이 대다수 끌려와 형문을 당하고 유배, 파면당했다.(정미사화) 이 과정에서 사림파의 희생을 막으려는 이언적 등과 갈등, 이기의 건의를 받아들여 이언적을 정계에서 축출한다.
이어 윤원형은 1546년(명종 1년) 1월 자헌대부로 승진한 뒤 서원군(瑞原君)에 봉군되었고, 다시 중추부지사가 되었다.
| “ | 신은 척리(戚里)의 한사람으로서 외람되게 공신의 대열에 참여하여 벼슬이 이미 종2품에 이르렀는데, 이제 대신이 신을 공이 있다고 아뢰어 다시 정2품에 올랐습니다. 벼슬을 이렇게 헤프게 준다면 조정의 명기(名器)가 이로부터 무겁지 않게 됩니다. 개정하소서. | ” |

승진과 진봉을 사양하였으나 명종은 듣지 않았고, 곧 예조판서로 승진했고, 경연특진관을 거쳐 1547년 정헌대부 예조판서, 1548년에는 이조판서가 되었다. 이후 친형인 윤원로와 권력을 다투다가 문정왕후가 그의 손을 들어주면서 이듬해 형을 유배시키고 그 뒤 윤춘년 등과 함께 윤원로를 공격하여 사사하였으며 완전히 권력을 잡았다. 이 일로 윤원로의 아들 윤백원은 그와 정적이 되었다. 1547년 동지춘추관사로 실록편찬에 참여하여 《중종실록》, 《인종실록》의 편찬을 도왔으며 이조판서를 거쳐 의정부우참찬, 병조판서를 하다가 1551년 의정부 우의정에 제수되었는데 신불(神佛)ㆍ복서(卜筮)를 깊이 믿어서 1551년 이후 여러 번 우의정에 임명되었으나 점쟁이의 말을 따라 취임하지 않았다. 그해 결국 의정부 우의정 겸 이조판서에 제수되어 나갔고, 1557년 영중추부사를 거쳐 다시 우의정을 지냈다.

### 몰락과 죽음
생살(生殺)의 권한을 쥐며 권세를 쥐고 사형될 사람도 뇌물을 받고 무죄 석방하는 한편 노비·전토들을 막대하게 점령하고 사치생활을 끝없이 누렸다. 1560년(명종 15년)에는 부원군으로 진봉되어 서원부원군(西原府院君)이 되었다. 이후 우의정을 거쳐 1563년 영의정에 올랐다. 국왕 명종의 외삼촌이자 정승으로 세도를 부리다가, 1565년 문정왕후가 죽자 정난정에 의해 독살된 본부인 연안 김씨의 계모 강씨가 윤원형과 정난정을 관아에 고발하였으며, 이후 양사의 탄핵을 받아 벼슬을 잃고 방귀전리(放歸田里)의 명을 받은 뒤 강음에 은거하였다. 일설에는 유배된 것이라 하며, 사약을 들고 오는 금부도사를 보고 첩 정난정과 함께 자살하였다고도 한다.
1565년 윤원형과 정난정을 사형에 처하라는 사헌부, 사간원, 홍문관의 탄핵이 빗발쳤고, 윤원형은 그해 11월 18일에 경기도 강음현(江陰縣)에서 자결하였다. 이이는 자신의 저서 석담일기에서 금부도사가 온다는 이야기를 잘못 듣고, 사형당하기 전에 미리 정난정과 함께 약을 먹고 자결했다고 한다.

### 사후
그가 죽고 곧 명종도 바로 사망했으므로 복권되지 못하였다. 그러나 후손들은 연좌되지 않았다 한다. 묘는 경기도 파주군 교하면 당하리 산 4-20번지(현 경기도 파주시 당하동 산4-20번지) 선산 근처에 안장되었다. 정난정 역시 그의 묘소 뒤편에 안장되었는데 묘비는 조선의 멸망 이후에나 세워지게 되었다.
정치적 몰락으로 그의 작품과 저서는 임진왜란과 정유재란, 병자호란 등을 거치면서 대부분 사라졌다.

## 가계
정적이었던 김안로는 그의 장인 김안수의 사촌 형제였고, 명종의 외삼촌이며 인종과는 10촌간이면서 조카사위가 되는 이중 인척관계였다. 세조비 정희왕후는 고조부 윤사흔의 누나였다.
- 증조부 : 윤계겸(尹繼謙, 1442-1483)-좌리공신, 형조판서, 영평군.
  - 할아버지 : 윤욱(尹頊, 1459-1485)- 내자시판관
    - 아버지 : 윤지임(尹之任, 1475년 - 1534년)-파산부원군
    - 어머니 : 전성부대부인 전의 이씨(全城府夫人 全義李氏, 1475년 - 1511년)
      - 형 : 윤원개(尹元凱,1493-1535)-장례원사평
        - 조카 : 윤기(尹紀)-수운판관
        - 조카 : 윤강(尹綱)-참봉
        - 조카 : 윤씨, 구윤(具潤)의 처

      - 형 : 윤원량(尹元亮, 1495년 ~ 1569년)-돈녕도정
        - 조카 : 윤소(尹紹, 1515년 - 1544년)[9] - 생원, 군수
        - 조카 : 윤찬(尹纘)
        - 조카 : 윤치(尹緻)
        - 조카 : 숙빈 윤씨, 인종의 후궁

      - 형 : 윤원필(尹元弼, 1496년 ~ 1547년)-상의원정
        - 조카 : 윤윤(尹綸)-군수
        - 조카 : 윤위(尹緯)-군자정
        - 조카 : 윤회(尹繪)-천안군수
        - 조카 : 윤집(尹緝)

      - 형 : 윤원로(尹元老, ? ~ 1547년)-돈녕도정
        - 조카 : 윤백원(尹百源, 1528 - 1589)-사
        - 조카 : 윤천원(尹千源)-감찰
        - 조카 : 윤만원(尹萬源)-직장

      - 누님 : 문정왕후
      - 자형 : 중종, 자형이자 사돈
        - 조카 : 명종

      - 본처 : 연안 김씨, 현감 김안수(金安遂)의 딸, 김안로(金安老)의 당질녀
      - 첩 : 정난정(鄭蘭貞, ? - 1565년 부총관 정윤겸의 서녀
        - 서장남 : 윤설(尹紲)
        - 서차남 : 윤효원(尹孝源)
          - 서손자 : 윤혜(尹憓)-무과, 군수

        - 서삼남 : 윤충원(尹忠源)-현감
          - 서손자 : 윤면(尹𢗔)-생원

        - 서사남 : 윤담연(尹覃淵)
        - 서녀사위 : 이조민(李肇敏)
        - 서녀사위 : 이귀남(李貴南)

- 사돈 : 이량(李梁, 1516년 - 1583년)
- 기타 : 김안로(金安老), 사돈이자 처당숙, 윤원로의 아들 윤백원이 김안로의 손녀와 결혼했다.

## 관련 작품

### 드라마
- 《교동 마님》 (MBC, 1981년 · 오지명)
- 《풍란》 (MBC, 1985년 · 한인수)
- 《조광조》 (KBS, 1996년 · 이영호)
- 《임꺽정》 (SBS, 1996년~1997년 · 박근형)
- 《여인천하》 (SBS, 2001년~2002년 · 이덕화)
- 《불멸의 이순신》 (KBS, 2004년~2005년 · 최병학)
- 《천명》 (KBS, 2013년 · 김정균)
- 《옥중화》 (MBC, 2016년 · 정준호)
- 《조선생존기》 (TV조선, 2019년 · 한재석)

## 복권
이후 그에 대한 복권 여론은 고종때 가서야 나오기 시작했다.
1908년(융희 2년) 4월 30일에야 내각 총리대신 이완용의 건의로 복권되었다. 1908년(융희 2년) 1월 이완용 등의 건의로 작위와 시호가 회복되었다.
1908년 4월 죄적에서 삭제되고 명예회복되었다. 그러나 그의 저서와 작품들은 대부분 멸실되었고, 임진왜란과 정유재란, 병자호란, 정묘호란을 거치면서 숨겨진 것들 조차 멸실되었다.

## 가족 살해 논란
장경왕후의 오빠로 족숙인 윤임을 모함하여 죽이고, 다시 사촌 윤춘년을 시켜서 자신의 친형 윤원로를 죽였다. 또한 윤원형은 애첩 정난정을 끌여들여 정경부인 자리에 올리고 조강지처 김씨를 독살한 인물이기도 하다.

## 평가
사림의 입장에서 본다면 윤원형은 부정적으로 평가될 수밖에 없다.
사림에게 윤원형은 불구대천의 원수일 수밖에 없었다. 윤원형은 사림으로서는 반드시 타도해야 할 척신(戚臣) 정치 세력의 전형이었다.

## 기타
- 대윤(大尹)의 영수인 윤임은 그의 아버지인 윤지임과는 8촌 형제간으로, 8촌은 당시 조선 국법에서는 상사때는 반드시 상복을 입는 근친으로 분류되었다.

- 뒤에 나타난 전설에는 그와 정난정이 사약을 받고 죽었다, 정난정이 체포되어 노비가 된 뒤에 죽었다는 전설이 나타났다. 이는 사실은 아니나 정난정 및 윤원형에 대한 사림의 원한이 표출된 것으로 해석된다.

- 뒷날 선조 때의 동인(東人)의 영수 김효원이 한때 그의 집에도 출입했다. 김효원은 윤원형의 사위 이조민의 친구였는데, 뒷날 심의겸이 이를 문제삼아 공론화하면서 사림이 동서 분당하는 계기가 된다.

- 일찍이 권력을 손에 쥐기를 바라다가 인종이 즉위하자 은밀히 불공을 드려 임금의 수명이 길지 않게 해 달라고 기도하고, 남산에서 한밤중에 손수 등불을 켜 놓고 향을 피우며 신좌에 경례하며 인종이 빨리 죽게 해달라고 빌었다고 한다. 또한 궁중에 나무로 만든 사람을 묻어 저주를 하였다고 한다.

## 같이 보기
| - 정난정 - 윤지임 - 김안수 - 윤원로 - 윤원량 - 윤원필 - 문정왕후 - 윤백원 - 숙빈 윤씨 - 상진 - 보우 - 전성군 - 심통원 - 이기 - 정윤겸 | - 을사사화 - 중종 - 인종 - 명종 - 윤임 - 고맹영 - 심통원 - 김안로 - 윤백원 - 윤안인 - 숙빈 윤씨 - 윤인함 - 이량 - 이감 - 윤춘년 | - 세조 - 정희왕후 - 정현왕후 - 중종 - 명종 - 인종 - 효혜공주 - 김효원 - 윤안인 - 이건 - 이기 - 홍길동 - 임꺽정 - 전우치 |

## 참고 문헌
- 중종실록
- 인종실록
- 명종실록
- 선조실록
- 연려실기술
- 대동야승
- 국조보감
- 파평윤씨 대동보